# Andrew J. Houston
Andrew J. Houston (Independence, 1854. június 21. – Baltimore, 1941. június 26.) az Amerikai Egyesült Államok szenátora (Texas, 1941).